# Euphyia coffeata
Euphyia coffeata är en fjärilsart som beskrevs av Kautz 1922. Euphyia coffeata ingår i släktet Euphyia och familjen mätare. Inga underarter finns listade i Catalogue of Life.